# پاساب
پاساب (به مجاری:  Paszab) یک منطقهٔ مسکونی در مجارستان است که در سابولچ-ساتمار-برگ واقع شده‌است. پاساب ۱۲٫۹۶ کیلومتر مربع مساحت و ۱٬۲۳۲ نفر جمعیت دارد.